# Filmographie de Woody Woodpecker
Voici la liste des films dans lesquels Woody Woodpecker est apparu depuis 1940. Elle comprend ses courts, moyens et longs-métrages.
Un titre suivi d'un astérisque (*) indique que le film original fait partie du domaine public.
- La série des cartoons classiques de Woody Woodpecker sont les courts métrages de 1940 à 1972.
- Certains cartoons où joue Woody Woopecker ne font pas partie de la série Woody Woodpecker mais d'autres séries produites ou réalisées par  Walter Lantz. Ce sont : Knock Knock (série Andy Panda avec Andy Panda), Chilly Chums (série Chilly Willy avec Chilly Willy), $21 a Day (Once a Month), (série des Swing Symphonies), et Musical Moments from Chopin, (série des Musical Miniatures).
- Les cartoons sont numérotés dans l'ordre de leur première diffusion en Amérique.
- Certains cartoons ne comportent pas de réalisateur. Walter Lantz dit les avoir réalisés lui-même.
- Les 90 premiers épisodes (de Knock-Knock à Jittery Jester) sont regroupés dans deux collections : The Woody Woodpecker and Friends Classic Cartoon Collection et The Woody Woodpecker and Friends Classic Cartoon Collection : Volume 2.

Remarque : le nombre à la suite de certains dessins animés est le numéro de certificat MPAA associé.

## Par Universal Pictures

### 1940
- Knock Knock (Walter Lantz - non crédité au générique ; cartoon de la série Andy Panda  ), voix par Mel Blanc -  6640

### 1941
(réalisation par Walter Lantz - non crédité au générique)
- 001 Woody Woodpecker  (début officiel dans les séries de  Woody Woodpecker), voix par Mel Blanc    -  7173
- 002 The Screwdriver , voix par Mel Blanc, Ben Hardaway, Kent Rogers      -  7315
- 003 Pantry Panic * (seul Woody Woodpecker reconnu du domaine public), voix par Mel Blanc, Kent Rogers     -  7320
- $21 a Day (Once a Month) (de la série Swing Symphonies, cameo avec Andy Panda et Snuffy Skunk)

### 1942
(réalisation par  Alex Lovy)
- 004 The Hollywood Matador (codirigé par Lantz - non crédité), voix par Ben Hardaway, Kent Rogers         -  7727
- 005 Ace in the Hole, voix par Ben Hardaway      - 8035
- 006 The Loan Stranger, voix par Kent Rogers       -  8469

### 1943
- 007 The Screwball (Lovy), voix par Kent Rogers         -  8738
- 008 The Dizzy Acrobat (Lovy/Lantz/Hardaway -  non crédité ; nommé pour l'Oscar du meilleur court-métrage d'animation), voix par Kent Rogers         -  8993
- 009 Ration Bored (Schaffer/Hawkins)  (premier cartoon dans lequel Woody porte des gants), voix par Kent Rogers    -  9166

### 1944
(réalisation par James Culhane)
- 010 The Barber of Seville (Le dernier Woody avec des yeux verts jusqu'en 1947), voix par Ben Hardaway, Kent Rogers   -  9663
- 011 The Beach Nut (première apparition de Wally Walrus), voix par Ben Hardaway -  9972
- 012 Ski for Two, voix par Ben Hardaway   -  10080

### 1945
(réalisation par James Culhane)
- 013 Chew-Chew Baby, voix par Ben Hardaway     -  10214 Ma jolie Clémentine
- 014 Woody Dines Out, voix par Ben Hardaway     -  10497
- 015 The Dippy Diplomat, voix par Ben Hardaway     -  11655
- 016 The Loose Nut, voix par Ben Hardaway      -  10728

### 1946
- 017 Who's Cookin' Who? (Culhane), voix par Ben Hardaway     -  10478
- 018 Bathing Buddies (Dick Lundy), voix par Ben Hardaway     -  11256
- 019 The Reckless Driver (Culhane), voix par Ben Hardaway     -  11096
- 020 Fair Weather Fiends (Culhane), voix par Ben Hardaway     -  11208

### 1947
(réalisation par Dick Lundy)
- Musical Moments from Chopin (avec Andy Panda ; nommé à l'Oscar du meilleur court-métrage d'animation; premier Woody dans sa forme moderne), voix par Ben Hardaway    -  11685
- 021 Smoked Hams, voix par Ben Hardaway     -  11866
- 022 The Coo Coo Bird, voix par Ben Hardaway     - 12000 Coucou
- 023 Well Oiled, voix par Ben Hardaway     -  12075
- 024 Solid Ivory, voix par Ben Hardaway     -  12194
- 025 Woody the Giant Killer, voix par Ben Hardaway     -  12624

## Par United Artists
Voix de Ben Hardaway 

### 1948
(réalisation par Dick Lundy)
- 026 The Mad Hatter -  12625
- 027 Banquet Busters (avec Andy Panda)  -  12432
- 028 Wacky-Bye Baby  -  12444
- 029 Wet Blanket Policy (nommé Oscar de la meilleure chanson originale  avec la chanson The Woody Woodpecker Song ; première apparition de  Buzz Buzzard)  -  12562
- 030 Wild and Woody!  -  12619

### 1949
- 031 Drooler's Delight (Lundy)

## Par Universal International
Voix de Grace Stafford 

### 1950
- Destination Moon - Destination... Lune ! (section en dessin animé dans le film réalisé par Irving Pichel)

### 1951
(réalisation par Walter Lantz - non crédité)
- 032 Puny Express (codirigé par Lundy ; première apparition de Buzz Buzzard avec une tête rougeâtre, bien qu'il existe une version en noir de Buzz Buzzard dans deux cartoons : Buccaneer Woodpecker et Hot Noon (or 12 O'Clock For Sure)) -  14868
- 033 Sleep Happy   -  14877
- 034 Wicket Wacky  -  12779
- 035 Slingshot 6 7/8  -  15038
- 036 The Redwood Sap - 15152
- 037 The Woody Woodpecker Polka
- 038 Destination Meatball   - 15267

### 1952
- 039 Born to Peck (Lantz - non crédité )
- 040 Stage Hoax (Lantz -  non crédité )  -  15541
- 041 Woodpecker in the Rough (Lantz - non crédité )
- 042 Scalp Treatment (Lantz - non crédité )
- 043 The Great Who-Dood-It (Don Patterson, animateur)
- 044 Termites from Mars (Patterson)

### 1953
- 045 What's Sweepin' (Patterson - Wally Walrus a sa voix définitive)
- 046 Buccaneer Woodpecker (Patterson)
- 047 Operation Sawdust (Patterson - apparence finale de Wally Walrus dans la série des classiques)
- 048 Wrestling Wrecks (Patterson)
- 049 Belle Boys (Patterson)
- 050 Hypnotic Hick (Patterson - en 3-D) L'hypnotiseur
- 051 Hot Noon (or 12 O'Clock For Sure) (Paul J. Smith, directeur) -  16617 Viva Woody !

### 1954
- 052 Socko in Morocco (Patterson)  -  16706
- 053 Alley to Bali (Patterson)
- 054 Under the Counter Spy (Patterson) Espionnage
- 055 Hot Rod Huckster (Patterson)  -  16882
- 056 Real Gone Woody (Smith - seule apparition de Winnie Woodpecker dans la série des classiques)
- 057 A Fine Feathered Frenzy (Patterson)  -  16947
- 058 Convict Concerto (Patterson - non crédité )

### 1955
- 059 Helter Shelter (Smith)
- 060 Witch Crafty (Smith)  -  17032
- 061 Private Eye Pooch (Smith - première apparition du Professeur Dingledong)  -  17149
- 062 Bedtime Bedlam (Smith)  -  17284
- 063 Square Shootin' Square (Smith - première apparition de Dapper Denver Dooley)  -  17285
- 064 Bunco Busters (Smith - dernier cartoon comportant  Woody avec des yeux verts, et aussi dernière apparition de Buzz Buzzard jusqu'à Tumble Weed Greed en 1969)  -  17286
- 065 The Tree Medic (Lovy - premier cartoon avec Woody aux yeux noirs, hors générique)  -  17508

### 1956
- 066 After the Ball (Smith)  -  17519
- 067 Get Lost (Smith - première apparition de Knothead et Splinter)  -  17518
- 068 Chief Charlie Horse (Smith)  -  17607
- 069 Woodpecker from Mars (Smith)  -  17652
- 070 Calling All Cuckoos (Smith)
- 071 Niagara Fools (Smith)
- 072 Arts and Flowers (Smith)  -  17679
- 073 Woody Meets Davy Crewcut (Lovy)  -  17967

### 1957
- 074 Red Riding Hoodlum (Smith) - 18055
- 075 Box Car Bandit (Smith)  -  17969
- 076 The Unbearable Salesman (Smith)  -  18186
- 077 International Woodpecker (Smith)  -  18235
- 078 To Catch a Woodpecker (Lovy)-  18227
- 079 Round Trip to Mars (Smith) - 18282
- 080 Dopey Dick the Pink Whale (Smith)  -  18286
- 081 Fodder and Son (Smith - première et seule apparition de Windy et Breezy dans les dessins animés de Woody)  - 18379

### 1958
- 082 Misguided Missile (Smith)  -  18509
- 083 Watch the Birdie (Lovy)  -  18512
- 084 Half Empty Saddles (Smith)  -  18518
- 085 His Better Elf (Smith)  -  18595
- 086 Everglade Raid (Smith -  première apparition de Gabby Gator, comme  "All. I. Gator")  -  18799
- 087 Tree’s a Crowd (Smith)  -  18862
- 088 Jittery Jester (Smith)  -  19029

### 1959
- 089 Tomcat Combat (Smith - première apparition de l'inspecteur Seward Willoughby dans un cartoon de Woody)  -  19041
- 090 Log Jammed (Smith)  -  19070
- 091 Panhandle Scandal (Lovy) - 19119
- 092 Woodpecker in the Moon (Lovy) - 19170
- 093 The Tee Bird (Smith - première apparition de la version finale de Dapper Denver Dooley dans un cartoon de Woody) - 19151
- 094 Romp in a Swamp (Smith – Gabby Gator, nommé "A. I. G.") - 19189
- 095 Kiddie League (Smith) - 19309

## Années 1960

### 1960
- 096 Billion Dollar Boner (Lovy) - 19343
- 097 Pistol Packin' Woodpecker (Smith) - 19346
- 098 Heap Big Hepcat (Smith) - 19350
- 099 Ballyhooey (Lovy) - 19358
- 100 How to Stuff a Woodpecker (Smith) - 19396
- 101 Bats in the Belfry (Smith) - 19397
- 102 Ozark Lark (Smith) - 19400
- 103 Southern Fried Hospitality (Jack Hannah - Gabby Gator obtient son nom définitif) - 19587
- 104 Fowled Up Falcon (Smith) - 19584

### 1961
- 105 Poop Deck Pirate (Hannah) - 19633
- 106 The Bird Who Came to Dinner (Smith) - 19646
- 107 Gabby's Diner (en) (Hannah) - 19655
- 108 Sufferin' Cats (Smith) - 19682
- 109 Franken-Stymied (Hannah) - 19686
- 110 Busman's Holiday (Smith) - 19711
- 111 Phantom of the Horse Opera (Smith)  -  19785
- 112 Woody's Kook-Out (Hannah)  -  19782

### 1962
- 113 Home Sweet Homewrecker (Smith) - 19902
- 114 Rock-a-Bye Gator (Hannah)   -  19899
- 115 Room and Bored (Smith - première apparition de Smedley dans un cartoon de Woody)  -  19917
- 116 Rocket Racket (Hannah)  -  19970
- 117 Careless Caretaker (Smith)  -  19953
- 118 Tragic Magic (Smith)    -  19952
- 119 Voo-Doo Boo-Boo (Hannah)  -  19974
- 120 Crowin' Pains (Smith)  -  19951
- 121 Little Woody Riding Hood (Smith)  -  19972

## Par Universal Pictures
Voix de Grace Stafford 

### 1963
- 122 Greedy Gabby Gator (Sid Marcus - première apparition de la forme définitive de Gabby Gator dans la série des classiques) - 20153
- 123 Robin Hoody Woody (Smith)    -  20067
- 124 Stowaway Woody (Marcus)         -  20135
- 125 The Shutter Bug (Smith)          -  20089
- 126 Coy Decoy (Marcus)             -  20096
- 127 The Tenant's Racket (Marcus)          -  20159
- 128 Short in the Saddle (Smith)          -  20370
- 129 Tepee for Two (Marcus)          -  20323
- 130 Science Friction (Marcus)          -  20325
- 131 Calling Dr. Woodpecker (Smith - première apparition de  Miss Meany)          -  20436

### 1964
- 132 Dumb Like a Fox (Marcus – première apparition de  Fink Fox)          -  20440
- 133 Saddle Sore Woody (Smith)          -  20446
- 134 Woody's Clip Joint (Marcus)          -  20441
- 135 Skinfolks (Marcus)          -  20462
- 136 Get Lost! Little Doggy (Marcus)          -  20501
- 137 Freeway Fracas (Smith)          -  20503
- 138 Roamin' Roman (Smith) -  20504 Seul contre Rome

### 1965
- 139 Three Little Woodpeckers (Marcus) -  20595
- 140 Woodpecker Wanted (Smith) -  20597
- 141 Birds of a Feather (Marcus) - 20706
- 142 Canned Dog Feud (Smith) -  20703 Chiens de faïence
- 143 Janie Get Your Gun (Smith) -  20722 Janie du Far West
- 144 Sioux Me (Marcus) -  20730 D'la pluie, sioux plait
- 145 What's Peckin' (Smith) -  20737

### 1966
- 146 Rough Riding Hood (Marcus)  -  20738
- 147 Lonesome Ranger (Smith)          -  20767
- 148 Woody and the Beanstalk (Smith)  -  20761
- 149 Hassle in a Castle (Smith)          -  20851
- 150 The Big Bite (Smith)    -  20789
- 151 Astronut Woody (Smith)   -  20852
- 152 Practical Yolk (Smith)    -  20862
- 153 Monster of Ceremonies (Smith) -  21045

### 1967
(réalisation par  Paul J. Smith)
- 154 Sissy Sheriff  - 21047
- 155 Have Gun, Can't Travel -  21064 Woody chasseur de primes
- 156 The Nautical Nut  -  21169
- 157 Hot Diggity Dog - 21327
- 158 Horse Play - 21328
- 159 Secret Agent Woody Woodpecker  -  21329
- Chilly Chums caméo de Woody Woodpecker

### 1968
(réalisation par Paul J. Smith)
- 160 Lotsa Luck - 21347
- 161 Fat in the Saddle - 21407
- 162 Feudin Fightin-N-Fussin'  -  21406
- 163 Peck of Trouble  -  21409
- 164 A Lad in Bagdad - 21550 - Les mystères de Bagdad
- 165 One Horse Town - 21620
- 166 Woody the Freeloader  -  21374

### 1969
(réalisation par Paul J. Smith)
- 167 Hook, Line and Sinker - 21611
- 168 Little Skeeter - 21630
- 169 Woody's Knight Mare - 21838
- 170 Tumble Weed Greed (nouvelle apparition de Buzz Buzzard, 14 ans après la dernière) -  21839
- 171 Ship A'hoy Woody - 21892
- 172 Prehistoric Super Salesman - 21893
- 173 Phoney Pony  -  21857

## Années 1970

### 1970
(réalisation par Paul J. Smith.)
- 174 Seal on the Loose -  22185
- 175 Wild Bill Hiccup -  22274
- 176 Coo Coo Nuts -  22289
- 177 Hi-Rise Wise Guys -  22303
- 178 Buster's Last Stand -  22369 Ruses de Sioux
- 179 All Hams on Deck -  22412 Woody et le pirate noir
- 180 Flim Flam Fountain -  22413

### 1971
(réalisation par Paul J. Smith.)
- 181 Sleepy Time Chimes              -  22502
- 182 The Reluctant Recruit             -  22588
- 183 How to Trap a Woodpecker          -  22629
- 184 Woody's Magic Touch            -  22675
- 185 Kitty from The City            -  22771
- 186 The Snoozin' Bruin - 22825
- 187 Shanghai Woody - 22975

### 1972
(réalisation par Paul J. Smith)
- 188 Indian Corn          -  23091
- 189 Gold Diggin' Woodpecker          -  23090
- 190 Pecking Holes in Poles           -  23173
- 191 Chili Con Corny          -  23232
- 192 Show Biz Beagle          -  23235
- 193 For the Love of Pizza          -  23239
- 194 The Genie with the Light Touch (dernière apparition de  Buzz Buzzard dans un cartoon de Walter Lantz)         -  23251
- 195 Bye, Bye, Blackboard (dernier cartoon des classiques avec Woody Woodpecker, et dernier de Walter Lantz avec Woody)          -  23253 Le cancre

### Après 1972
- Woody Woodpecker, long métrage mêlant vidéo et animation 3D, paru en 2017.